# 112
Het jaar 112 is het 12e jaar in de 2e eeuw volgens de christelijke jaartelling.

## Gebeurtenissen

### Italië
- Publius Aelius Trajanus Hadrianus verlaat Rome om archont van Athene te worden. De archontes zijn verenigd in een college en vormen het bestuur van Griekenland.
- De Basilica Ulpia op het Forum van Trajanus wordt voltooid. In het gebouw vinden rechtszittingen plaats en er wordt handel gedreven.

## Overleden
- Ulpia Marciana, zuster van keizer Trajanus